# Selaginella sinuosa
Selaginella sinuosa är en mosslummerväxtart som först beskrevs av Nicaise Auguste Desvaux, och fick sitt nu gällande namn av Arthur Hugh Garfit Alston. Selaginella sinuosa ingår i släktet mosslumrar, och familjen mosslummerväxter. Inga underarter finns listade i Catalogue of Life.